# Медянка
Медянката (Coronella austriaca) е вид змия от семейство Смокообразни (Colubridae), разпространена в голяма част от Европа и в Близкия изток.

## Описание
На дължина достига до 65 cm, в много редки случаи – до 90 cm. На цвят е сива, понякога с кафеникав оттенък, но има и форми с бакъреночервена окраска, откъдето идва и името „медянка“. По гърба си има неправилни тъмни петна, наподобяващи слабо зигзаговидната окраска на усойницата, поради което неопитни хора я бъркат с нея и неоправдано я смятат за опасна. Лесно се отличава от другите наши змии по тъмната ивица, която преминава през окото.

## Разпространение
Разпространена е в цяла Европа с изключение на Сардиния, Корсика, Ирландия, Шотландия, Скандинавския полуостров северно от 63° с.ш., Северна Русия и по-голямата част от Пиренейския полуостров. Среща се и в Северна Турция, района на Кавказ, Северен Иран и Западен Казахстан. В България е разпространена в цялата страна до надморска височина 1600 m. В региона на София се среща в планина Плана и Витоша.

## Местообитание
Медянката предпочита редки гори в близост до скалисти местности и сипеи. При заплаха понякога използва подземните тунелите на червеите, за да се скрие.

## Хранене
Активна е през деня и се храни главно с гущери. По-едрите екземпляри ядат и гризачи и насекомоядни, рядко жаби и малките на птици.

## Размножаване
В края на лятото или началото на есента женските раждат 2 до 15 малки, които са дълги 125 – 170 mm.

## Още
Медянката не е отровна, но при опит за улавяне съска и хапе.

## Подвидове
- C. a. acutirostris
- C. a. austriaca
- C. a. fitzingeri